# Mick Jagger/Diskografie
Diese Diskografie ist eine Übersicht über die musikalischen Werke des britischen Sängers Mick Jagger. Den Schallplattenauszeichnungen zufolge hat er bisher mehr als 3,5 Millionen Tonträger verkauft, davon alleine in seiner Heimat über 720.000. Seine erfolgreichste Veröffentlichung ist das Album She’s the Boss mit über 1,4 Millionen verkauften Einheiten.

## Alben

### Studioalben
| Jahr | Titel Musiklabel                            | Höchstplatzierung, Gesamtwochen, AuszeichnungChartplatzierungen (Jahr, Titel, Musiklabel, Platzierungen, Wochen, Auszeichnungen, Anmerkungen) | Höchstplatzierung, Gesamtwochen, AuszeichnungChartplatzierungen (Jahr, Titel, Musiklabel, Platzierungen, Wochen, Auszeichnungen, Anmerkungen) | Höchstplatzierung, Gesamtwochen, AuszeichnungChartplatzierungen (Jahr, Titel, Musiklabel, Platzierungen, Wochen, Auszeichnungen, Anmerkungen) | Höchstplatzierung, Gesamtwochen, AuszeichnungChartplatzierungen (Jahr, Titel, Musiklabel, Platzierungen, Wochen, Auszeichnungen, Anmerkungen) | Höchstplatzierung, Gesamtwochen, AuszeichnungChartplatzierungen (Jahr, Titel, Musiklabel, Platzierungen, Wochen, Auszeichnungen, Anmerkungen) | Anmerkungen |
| Jahr | Titel Musiklabel                            | DE | AT | CH | UK | US | Anmerkungen |
| ---- | ------------------------------------------- | --- | --- | --- | --- | --- | --- |
| 1985 | She’s the Boss CBS Records (CBS)            | DE4 Gold · (36 Wo.)DE | AT7 (20 Wo.)AT | CH3 Gold · (16 Wo.)CH | UK6 Silber · (11 Wo.)UK | US13 Platin · (29 Wo.)US | Erstveröffentlichung: 21. Februar 1985 Produzenten: Bill Laswell, Mick Jagger, Nile Rodgers                                                                    |
| 1987 | Primitive Cool CBS Records (CBS)            | DE8 (14 Wo.)DE | AT15 (4 Wo.)AT | CH14 (5 Wo.)CH | UK26 (5 Wo.)UK | US41 (20 Wo.)US | Erstveröffentlichung: 14. September 1987 Produzenten: Mick Jagger, Keith Diamond, Dave Stewart. Als Studiomusiker wirkten u. a. Vernon Reid und Jeff Beck mit. |
| 1993 | Wandering Spirit Atlantic Records (WMG)     | DE3 Gold · (25 Wo.)DE | AT2 Gold · (20 Wo.)AT | CH2 Gold · (21 Wo.)CH | UK12 (4 Wo.)UK | US11 Gold · (16 Wo.)US | Erstveröffentlichung: 9. Februar 1993 Produzenten: Mick Jagger, Rick Rubin                                                                                     |
| 2001 | Goddess in the Doorway Virgin Records (EMI) | DE2 Gold · (17 Wo.)DE | AT3 (8 Wo.)AT | CH8 (14 Wo.)CH | UK44 Silber · (5 Wo.)UK | US39 (8 Wo.)US | Erstveröffentlichung: 19. November 2001 Produzenten: Marti Frederiksen, Mick Jagger, Wyclef Jean, Matt Clifford, Chris Potter                                  |

### Gemeinschaftsalben
| Jahr | Titel Musiklabel                                  | Höchstplatzierung, Gesamtwochen, AuszeichnungChartplatzierungen (Jahr, Titel, Musiklabel, Platzierungen, Wochen, Auszeichnungen, Anmerkungen) | Höchstplatzierung, Gesamtwochen, AuszeichnungChartplatzierungen (Jahr, Titel, Musiklabel, Platzierungen, Wochen, Auszeichnungen, Anmerkungen) | Höchstplatzierung, Gesamtwochen, AuszeichnungChartplatzierungen (Jahr, Titel, Musiklabel, Platzierungen, Wochen, Auszeichnungen, Anmerkungen) | Höchstplatzierung, Gesamtwochen, AuszeichnungChartplatzierungen (Jahr, Titel, Musiklabel, Platzierungen, Wochen, Auszeichnungen, Anmerkungen) | Höchstplatzierung, Gesamtwochen, AuszeichnungChartplatzierungen (Jahr, Titel, Musiklabel, Platzierungen, Wochen, Auszeichnungen, Anmerkungen) | Anmerkungen |
| Jahr | Titel Musiklabel                                  | DE | AT | CH | UK | US | Anmerkungen |
| ---- | ------------------------------------------------- | --- | --- | --- | --- | --- | --- |
| 1972 | Jamming with Edward! Rolling Stones Records (RSR) | — | — | — | — | — | Erstveröffentlichung: 1972 mit Nicky Hopkins, Ry Cooder, Bill Wyman & Charlie Watts                                   |
| 2011 | SuperHeavy Universal Republic (UMG)               | DE2 (9 Wo.)DE | AT1 (9 Wo.)AT | CH2 (7 Wo.)CH | UK13 (2 Wo.)UK | US26 (5 Wo.)US | Erstveröffentlichung: 19. September 2011 mit David Stewart, Joss Stone, A. R. Rahman und Damian Marley als SuperHeavy |

grau schraffiert: keine Chartdaten aus diesem Jahr verfügbar

### Kompilationen
| Jahr | Titel Musiklabel                                    | Höchstplatzierung, Gesamtwochen, AuszeichnungChartplatzierungen (Jahr, Titel, Musiklabel, Platzierungen, Wochen, Auszeichnungen, Anmerkungen) | Höchstplatzierung, Gesamtwochen, AuszeichnungChartplatzierungen (Jahr, Titel, Musiklabel, Platzierungen, Wochen, Auszeichnungen, Anmerkungen) | Höchstplatzierung, Gesamtwochen, AuszeichnungChartplatzierungen (Jahr, Titel, Musiklabel, Platzierungen, Wochen, Auszeichnungen, Anmerkungen) | Höchstplatzierung, Gesamtwochen, AuszeichnungChartplatzierungen (Jahr, Titel, Musiklabel, Platzierungen, Wochen, Auszeichnungen, Anmerkungen) | Höchstplatzierung, Gesamtwochen, AuszeichnungChartplatzierungen (Jahr, Titel, Musiklabel, Platzierungen, Wochen, Auszeichnungen, Anmerkungen) | Anmerkungen                           |
| Jahr | Titel Musiklabel                                    | DE | AT | CH | UK | US | Anmerkungen                           |
| ---- | --------------------------------------------------- | --- | --- | --- | --- | --- | ------------------------------------- |
| 2007 | The Very Best of Mick Jagger Atlantic Records (WMG) | DE8 (6 Wo.)DE | AT25 (3 Wo.)AT | CH44 (4 Wo.)CH | UK57 (1 Wo.)UK | US77 (2 Wo.)US | Erstveröffentlichung: 1. Oktober 2007 |

### Remixalben
| Jahr | Titel Musiklabel                | Anmerkungen                |
| ---- | ------------------------------- | -------------------------- |
| 1988 | The 12″ Mixes CBS Records (CBS) | Erstveröffentlichung: 1988 |

### Soundtracks
| Jahr | Titel Musiklabel           | Höchstplatzierung, Gesamtwochen, AuszeichnungChartplatzierungen (Jahr, Titel, Musiklabel, Platzierungen, Wochen, Auszeichnungen, Anmerkungen) | Höchstplatzierung, Gesamtwochen, AuszeichnungChartplatzierungen (Jahr, Titel, Musiklabel, Platzierungen, Wochen, Auszeichnungen, Anmerkungen) | Höchstplatzierung, Gesamtwochen, AuszeichnungChartplatzierungen (Jahr, Titel, Musiklabel, Platzierungen, Wochen, Auszeichnungen, Anmerkungen) | Höchstplatzierung, Gesamtwochen, AuszeichnungChartplatzierungen (Jahr, Titel, Musiklabel, Platzierungen, Wochen, Auszeichnungen, Anmerkungen) | Höchstplatzierung, Gesamtwochen, AuszeichnungChartplatzierungen (Jahr, Titel, Musiklabel, Platzierungen, Wochen, Auszeichnungen, Anmerkungen) | Anmerkungen                                                                                        |
| Jahr | Titel Musiklabel           | DE | AT | CH | UK | US | Anmerkungen                                                                                        |
| ---- | -------------------------- | --- | --- | --- | --- | --- | -------------------------------------------------------------------------------------------------- |
| 2004 | Alfie Virgin Records (EMI) | — | AT63 (1 Wo.)AT | — | — | US171 (2 Wo.)US | Erstveröffentlichung: 19. Oktober 2004 mit David A. Stewart Produzenten: Dave Stewart, Mick Jagger |

## Singles

### Als Leadmusiker
| Jahr | Titel Album                                   | Höchstplatzierung, Gesamtwochen, AuszeichnungChartplatzierungen (Jahr, Titel, Album, Platzierungen, Wochen, Auszeichnungen, Anmerkungen) | Höchstplatzierung, Gesamtwochen, AuszeichnungChartplatzierungen (Jahr, Titel, Album, Platzierungen, Wochen, Auszeichnungen, Anmerkungen) | Höchstplatzierung, Gesamtwochen, AuszeichnungChartplatzierungen (Jahr, Titel, Album, Platzierungen, Wochen, Auszeichnungen, Anmerkungen) | Höchstplatzierung, Gesamtwochen, AuszeichnungChartplatzierungen (Jahr, Titel, Album, Platzierungen, Wochen, Auszeichnungen, Anmerkungen) | Höchstplatzierung, Gesamtwochen, AuszeichnungChartplatzierungen (Jahr, Titel, Album, Platzierungen, Wochen, Auszeichnungen, Anmerkungen) | Anmerkungen |
| Jahr | Titel Album                                   | DE | AT | CH | UK | US | Anmerkungen |
| ---- | --------------------------------------------- | --- | --- | --- | --- | --- | --- |
| 1970 | Memo from Turner –                            | DE23 (6 Wo.)DE | — | — | UK32 (5 Wo.)UK | — | Erstveröffentlichung: 23. Oktober 1970 Autoren: Mick Jagger, Keith Richards                                                                         |
| 1985 | Just Another Night She’s the Boss             | DE16 (14 Wo.)DE | AT17 (6 Wo.)AT | CH17 (8 Wo.)CH | UK32 (6 Wo.)UK | US12 (14 Wo.)US | Erstveröffentlichung: 9. Februar 1985 Autor: Mick Jagger                                                                                            |
| 1985 | Lucky in Love She’s the Boss                  | DE44 (13 Wo.)DE | — | — | UK91 (3 Wo.)UK | US38 (11 Wo.)US | Erstveröffentlichung: 13. Mai 1985 Autoren: Carlos Alomar, Mick Jagger                                                                              |
| 1985 | Dancing in the Street –                       | DE6 (13 Wo.)DE | AT6 (10 Wo.)AT | CH9 (8 Wo.)CH | UK1 Gold · (15 Wo.)UK | US7 (14 Wo.)US | Erstveröffentlichung: 12. August 1985 mit David Bowie Autoren: Marvin Gaye, William Stevenson, Ivy Jo Hunter Original: Martha & the Vandellas, 1964 |
| 1985 | Hard Woman She’s the Boss                     | DE57 (7 Wo.)DE | — | — | — | — | Erstveröffentlichung: Dezember 1985 Autor: Mick Jagger                                                                                              |
| 1986 | Ruthless People (Soundtrack)                  | — | — | — | — | US51 (8 Wo.)US | Erstveröffentlichung: Juli 1986 |
| 1987 | Let’s Work Primitive Cool                     | DE29 (9 Wo.)DE | — | — | UK31 (7 Wo.)UK | US39 (9 Wo.)US | Erstveröffentlichung: 31. August 1987 Autoren: David Stewart, Mick Jagger                                                                           |
| 1987 | Throwaway Primitive Cool                      | — | — | — | — | US67 (9 Wo.)US | Erstveröffentlichung: November 1987 Autor: Mick Jagger                                                                                              |
| 1987 | Say You Will Primitive Cool                   | — | — | — | — | — | Erstveröffentlichung: 7. Dezember 1987 |
| 1992 | Sweet Thing Wandering Spirit                  | DE23 (15 Wo.)DE | AT7 (12 Wo.)AT | CH8 (16 Wo.)CH | UK24 (4 Wo.)UK | US84 (5 Wo.)US | Erstveröffentlichung: 1. Dezember 1992 Autor: Mick Jagger                                                                                           |
| 1993 | Don’t Tear Me Up Wandering Spirit             | DE77 (8 Wo.)DE | — | — | — | — | Erstveröffentlichung: April 1993 Autor: Mick Jagger                                                                                                 |
| 1993 | Out of Focus Wandering Spirit                 | DE70 (8 Wo.)DE | — | — | — | — | Erstveröffentlichung: August 1993 Autor: Mick Jagger                                                                                                |
| 2001 | God Gave Me Everything Goddess in the Doorway | DE60 (9 Wo.)DE | AT57 (4 Wo.)AT | CH77 (5 Wo.)CH | — | — | Erstveröffentlichung: 6. Dezember 2001 feat. Lenny Kravitz; Autoren: Lenny Kravitz, Mick Jagger                                                     |
| 2002 | Visions of Paradise Goddess in the Doorway    | DE77 (7 Wo.)DE | — | CH90 (2 Wo.)CH | UK43 (2 Wo.)UK | — | Erstveröffentlichung: 11. März 2002 Autoren: Matt Clifford, Mick Jagger, Rob Thomas                                                                 |
| 2004 | Old Habits Die Hard Alfie (Soundtrack)        | DE62 (9 Wo.)DE | — | — | UK45 (2 Wo.)UK | — | Erstveröffentlichung: 25. Oktober 2004 mit David Stewart Autoren: David Stewart, Mick Jagger                                                        |
| 2011 | Miracle Worker SuperHeavy                     | — | AT35 (12 Wo.)AT | CH63 (3 Wo.)CH | — | — | Erstveröffentlichung: 7. Juli 2011 mit David Stewart, Joss Stone, A. R. Rahman und Damian Marley als SuperHeavy                                     |
| 2017 | Gotta Get a Grip –                            | — | — | — | — | — | Erstveröffentlichung: 28. Juli 2017 |
| 2021 | Eazy Sleazy –                                 | — | — | — | — | — | Erstveröffentlichung: 16. April 2021 feat. Dave Grohl                                                                                               |
| 2022 | Strange Game Slow Horses: Season 1 O.S.T.     | — | — | — | — | — | Erstveröffentlichung: 1. April 2022 |

### Als Gastmusiker
| Jahr | Titel Album                 | Höchstplatzierung, Gesamtwochen, AuszeichnungChartplatzierungen (Jahr, Titel, Album, Platzierungen, Wochen, Auszeichnungen, Anmerkungen) | Höchstplatzierung, Gesamtwochen, AuszeichnungChartplatzierungen (Jahr, Titel, Album, Platzierungen, Wochen, Auszeichnungen, Anmerkungen) | Höchstplatzierung, Gesamtwochen, AuszeichnungChartplatzierungen (Jahr, Titel, Album, Platzierungen, Wochen, Auszeichnungen, Anmerkungen) | Höchstplatzierung, Gesamtwochen, AuszeichnungChartplatzierungen (Jahr, Titel, Album, Platzierungen, Wochen, Auszeichnungen, Anmerkungen) | Höchstplatzierung, Gesamtwochen, AuszeichnungChartplatzierungen (Jahr, Titel, Album, Platzierungen, Wochen, Auszeichnungen, Anmerkungen) | Anmerkungen |
| Jahr | Titel Album                 | DE | AT | CH | UK | US | Anmerkungen |
| ---- | --------------------------- | --- | --- | --- | --- | --- | --- |
| 1978 | Don’t Look Back Bush Doctor | — | — | — | UK43 (7 Wo.)UK | US81 (5 Wo.)US | Erstveröffentlichung: 20. Juli 1978 Peter Tosh feat. Mick Jagger Autoren: Ronnie White, Smokey Robinson Original: The Temptations, 1965  |
| 1984 | State of Shock Victory      | DE23 (11 Wo.)DE | — | CH11 (10 Wo.)CH | UK14 (10 Wo.)UK | US3 (15 Wo.)US | Erstveröffentlichung: 18. Juni 1984 The Jacksons feat. Mick Jagger                                                                       |
| 2011 | T.H.E. (The Hardest Ever) – | — | AT19 (3 Wo.)AT | CH41 (2 Wo.)CH | UK3 Silber · (15 Wo.)UK | US36 (8 Wo.)US | Erstveröffentlichung: 20. November 2011 will.i.am feat. Mick Jagger & Jennifer Lopez Autoren: Dallas Austin, Kenny Oliver, William Adams |

## Videoalben
| Jahr | Titel Musiklabel                                    | Anmerkungen                           |
| ---- | --------------------------------------------------- | ------------------------------------- |
| 2007 | The Very Best of Mick Jagger Atlantic Records (WMG) | Erstveröffentlichung: 1. Oktober 2007 |

## Promoveröffentlichungen
- 1993: Wired All Night
- 2008: Charmed Life

## Sonderveröffentlichungen
Gastbeiträge
- 1972: You’re so Vain (von Carly Simon, Hintergrundgesang)
- 1973: Too Many Cooks (Spoil the Soup) (produziert von John Lennon, erschienen 2007)
- 1975: The Great Fatsby (von Leslie West, Gitarre)
- 1977: Pay, Pack & Follow (von John Philips, erschienen 2001; mit Keith Richards, Mick Taylor und Ron Wood)
- 1983: Beast of Burden (von Bette Midler, Auftritt im Video)
- 1995: Long Black Veil (mit The Chieftains)
- 2006: Evening Gown (mit Jerry Lee Lewis)

## Statistik

### Chartauswertung
|                     | DE    | AT    | CH    | UK    | US    |
| ------------------- | ----- | ----- | ----- | ----- | ----- |
| Nummer-eins-Alben   | DE—DE | AT—AT | CH—CH | UK—UK | US—US |
| Top-10-Alben        | DE5DE | AT3AT | CH3CH | UK1UK | US—US |
| Alben in den Charts | DE5DE | AT6AT | CH5CH | UK5UK | US6US |

|                       | DE     | AT    | CH    | UK     | US     |
| --------------------- | ------ | ----- | ----- | ------ | ------ |
| Nummer-eins-Singles   | DE—DE  | AT—AT | CH—CH | UK1UK  | US—US  |
| Top-10-Singles        | DE1DE  | AT2AT | CH2CH | UK2UK  | US2US  |
| Singles in den Charts | DE13DE | AT5AT | CH7CH | UK10UK | US11US |

### Auszeichnungen für Musikverkäufe
| Goldene Schallplatte - Frankreich - 1993: für das Album Wandering Spirit - Kanada - 1987: für das Album Primitive Cool - 1993: für das Album Wandering Spirit - Neuseeland - 1985: für die Single Dancing in the Street - 1988: für das Album Primitive Cool - 1993: für das Album Wandering Spirit - Niederlande - 1993: für das Album Wandering Spirit - Schweden - 1985: für die Single Dancing in the Street - Spanien - 1993: für das Album Wandering Spirit - 2001: für das Album Goddess in the Doorway | Platin-Schallplatte - Argentinien - 1993: für das Album Wandering Spirit - Kanada - 1985: für das Album She’s The Boss 3× Platin-Schallplatte - Neuseeland - 1986: für das Album She’s The Boss |

Anmerkung: Auszeichnungen in Ländern aus den Charttabellen bzw. Chartboxen sind in ebendiesen zu finden.
| Land/RegionAuszeichnungen für Musikverkäufe (Land/Region, Auszeichnungen, Verkäufe, Quellen) | Silber     | Gold       | Platin     | Verkäufe  | Quellen                                                        |
| -------------------------------------------------------------------------------------------- | ---------- | ---------- | ---------- | --------- | -------------------------------------------------------------- |
| Argentinien (CAPIF)                                                                          | —          | —          | Platin1    | 60.000    | capif.org.ar (Memento vom 20. August 2011 im Internet Archive) |
| Deutschland (BVMI)                                                                           | —          | 3× Gold3   | —          | 650.000   | musikindustrie.de                                              |
| Frankreich (SNEP)                                                                            | —          | Gold1      | —          | 100.000   | infodisc.fr                                                    |
| Kanada (MC)                                                                                  | —          | 2× Gold2   | Platin1    | 200.000   | musiccanada.com                                                |
| Neuseeland (RMNZ)                                                                            | —          | 3× Gold3   | 3× Platin3 | 87.500    | aotearoamusiccharts.co.nz                                      |
| Niederlande (NVPI)                                                                           | —          | Gold1      | —          | 50.000    | nvpi.nl                                                        |
| Österreich (IFPI)                                                                            | —          | Gold1      | —          | 25.000    | ifpi.at                                                        |
| Schweden (IFPI)                                                                              | —          | Gold1      | —          | 25.000    | Einzelnachweise                                                |
| Schweiz (IFPI)                                                                               | —          | 2× Gold2   | —          | 50.000    | hitparade.ch                                                   |
| Spanien (Promusicae)                                                                         | —          | 2× Gold2   | —          | 100.000   | elportaldemusica.es ES2                                        |
| Vereinigte Staaten (RIAA)                                                                    | —          | Gold1      | Platin1    | 1.500.000 | riaa.com                                                       |
| Vereinigtes Königreich (BPI)                                                                 | 3× Silber3 | Gold1      | —          | 720.000   | bpi.co.uk                                                      |
| Insgesamt                                                                                    | 3× Silber3 | 18× Gold18 | 6× Platin6 |           |                                                                |